# Bo McCalebb

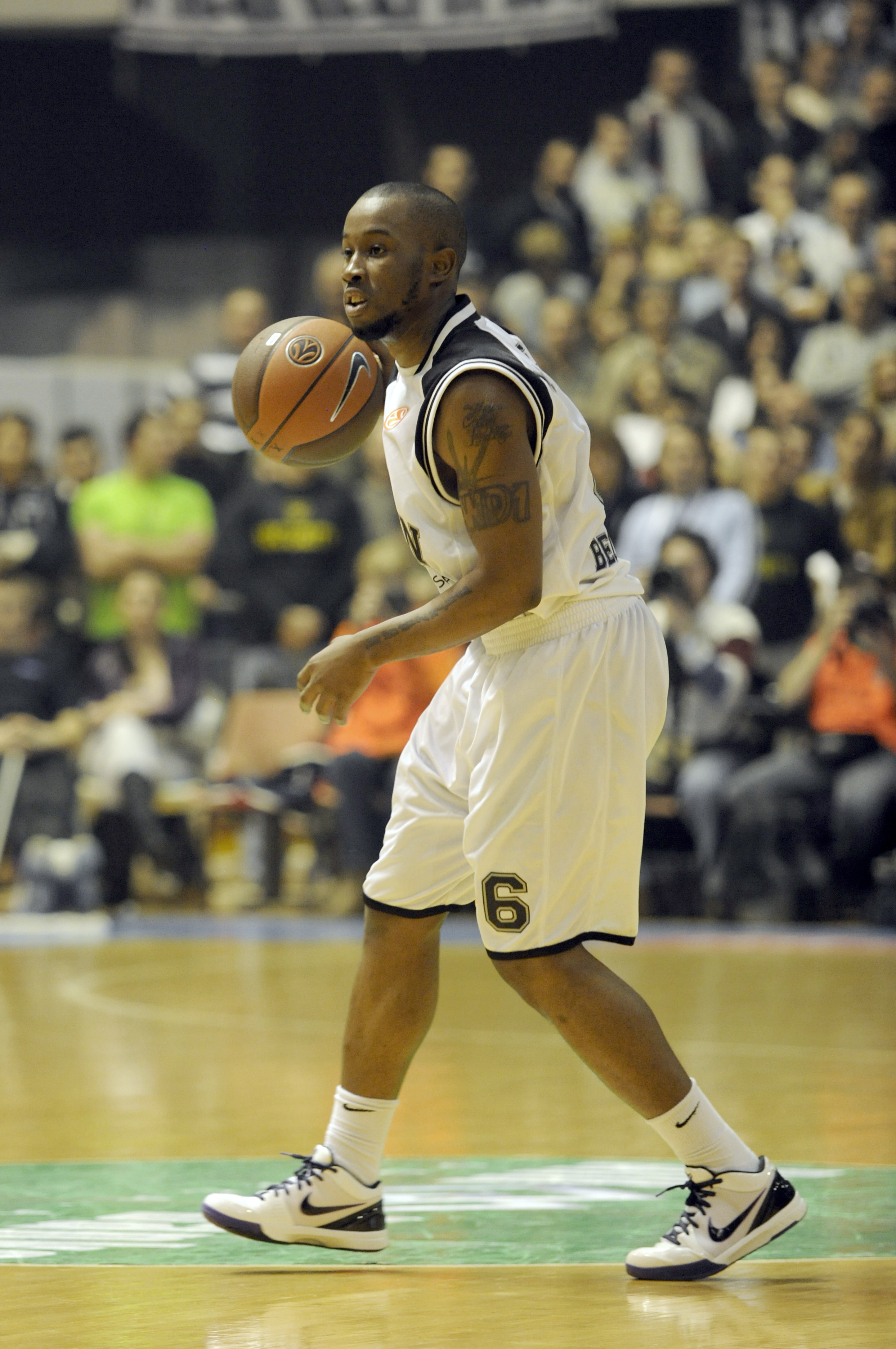
Bo McCalebb w barwach Partizanu (2009).

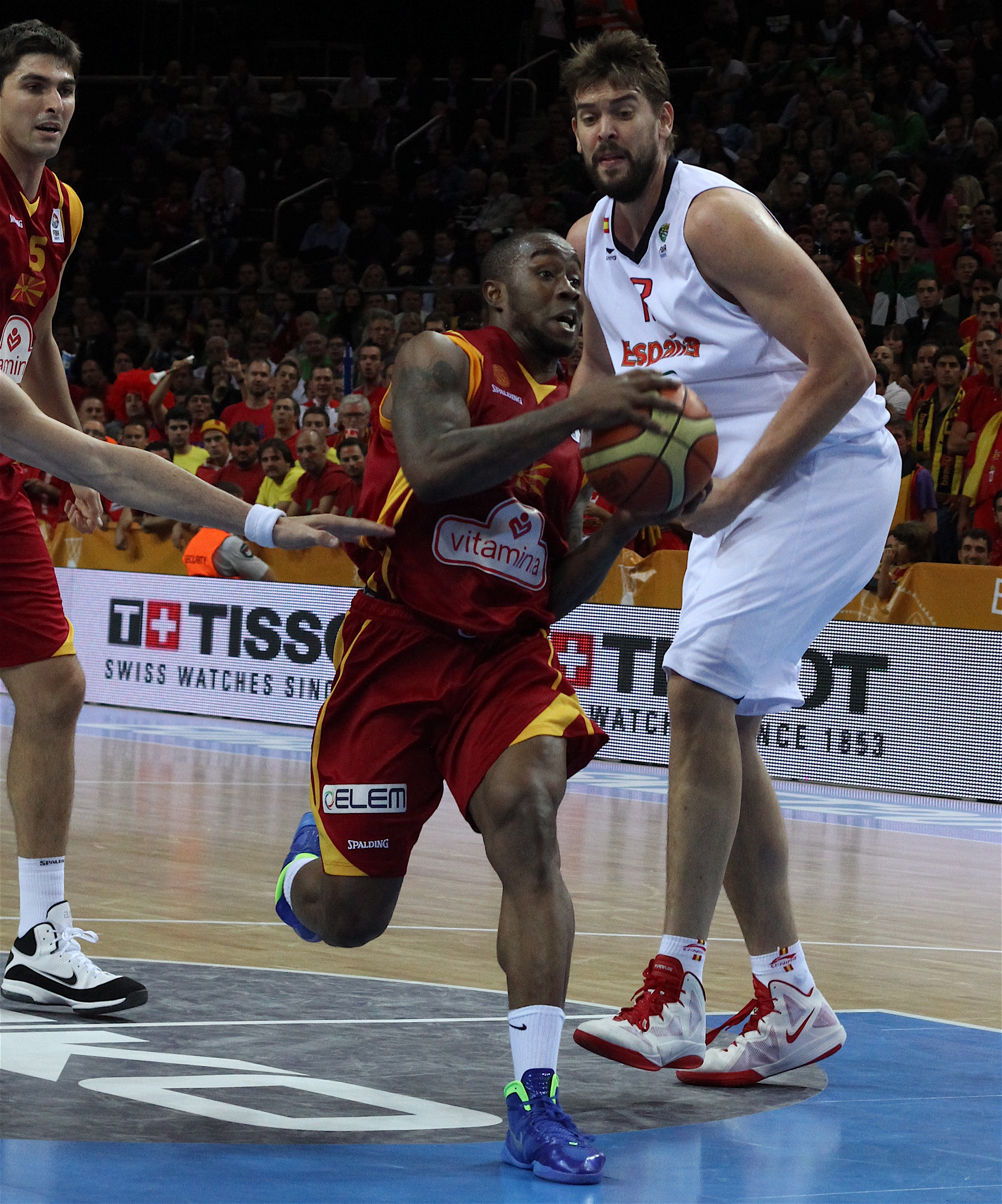
McCalebb w barwach kadry Macedonii (2011).

Bo McCalebb, właśc. Lester McCalebb (ur. 4 maja 1985 w Nowym Orleanie) – amerykański koszykarz, występujący na pozycji rozgrywającego, posiada obywatelstwo północnomacedońskie i jest reprezentantem tego kraju.
13 grudnia 2017 został zawodnikiem Tecnyconty Saragossa. 1 marca 2018 opuścił klub. 10 sierpnia 2018 podpisał kolejną umowę z zespołem, z Saragossy.

## Osiągnięcia
Stan na 8 listopada 2019, na podstawie, o ile nie zaznaczono ina czej.
NCAA
- Zawodnik roku Sun Belt (2007)
- MVP turnieju Sun Belt (2004)
- Obrońca Roku Konferencji Sun Belt (2008)
- Najlepszy pierwszoroczny zawodnik konferencji Sun Belt (2004)
- Zaliczony do:
  - I składu:
    - Sun Belt (2005, 2007, 2008)
    - turnieju Sun Belt (2004, 2007)

  - składu Sun Belt Honorable Mention (2004)

Drużynowe
- Mistrz:
  - Serbii (2010)
  - Ligi Adriatyckiej (2010)
  - Włoch (2011, 2012)
  - Turcji (2014)
- Wicemistrz Niemiec (2015)
- Zdobywca:
  - pucharu:
    - Serbii (2010)
    - Włoch (2011, 2012)
    - Turcji (2013)

  - Superpucharu:
    - Włoch (2010, 2011)
    - Hiszpanii (2016)
    - Turcji (2013)
- 4. miejsce podczas mistrzostw Hiszpanii (2019)

Indywidualne
- MVP:
  - ligi włoskiej (2012)
  - finałów ligi:
    - włoskiej (2011, 2012)
    - serbskiej (2010)

  - Superpucharu Włoch (2010)
- Laureat Alphonso Ford Trophy (2012)
- Wybrany do II składu Euroligi (2010, 2012)
- Lider:
  - strzelców Euroligi (2012)
  - Euroligi w:
    - skuteczności rzutów za 3 punkty (2012 – 52,6%)
    - przechwytach (2013 – 1,91)

  - ligi adriatyckiej w przechwytach (2010)
  - ligi tureckiej w przechwytach (2009 – 2,7)
- Uczestnik:
  - meczu gwiazd ligi tureckiej (2009)
  - rozgrywek:
    - Euroligi (2009–2015)
    - Eurocupu (2014/15)

Reprezentacja
- Uczestnik Eurobasketu (2011 – 4. miejsce, 2013 – 21. miejsce)
- Zaliczony do I składu Eurobasketu (2011)